# Розеола инфантум
Розеола инфантум, известна още като „шеста болест“ или exanthema subitum (внезапен екзантем), е остра инфекциозна болест, причинявана от човешкия херпес вирус тип 6, подтип b (HHP-6b). Тази форма на HHV-6 инфектира около 90% децата под 2-годишна възраст. Източник на заразата е друг човек. Боледуват предимно деца на възраст между 6 месеца и 3 години. Децата обикновено се заразяват чрез слюнката на един от родителите, който е носител на вируса. Инкубационният период е около една седмица.

## Клинична картина
Заболяването започва с внезапно повишаване на температурата до 39 – 40 °C., понякога съпътствано от температурен гърч. В редки случаи заболяването може да започне с дискретен менингорадикулерен синдром и гръчова симптоматика. Температурата се задържа висока около три дни, като през цялото време общото състояние на детето е добро. Обикновено на третия ден със спадане на температурата се появява несърбящ, макуло-папулозен обрив по кожата, локализиран предимно по тялото и по-рядко по крайниците и лицето. Обривът се задържа три-четири дни, след което преминава спонтанно и настъпва оздравяване. След преболедуване се създава имунитет.

## Лечение
Лечението е симптоматично с антипиретици – парацетамол и ибупрофен.